# Јудита Хан
Јудита Хахн (Мурска Собота, 16. септембар 1926 – 25. новембар 2020) била је југословенска и словеначка филмска и позоришна глумица.

## Животопис
Јудита Хан Крефт (Judita Hahn Kreft) родила се 16. септембра 1926. у Мурској Соботи. Потиче из тамошње јеврејске породице Хан, те је 1944. године била депортована у концентрациони логор Аушвиц.
Након рата, 1952. године, завршила је студије глуме на АГРФТ-у у Љубљани. Дипломирала је 1977. године. Све до пензионисања, 1984. године, била је чланица МГЛ-а, тј. Местног гледалишча љубљанског (Mestno gledališče ljubljansko – Љубљанско градско позориште ), другог по величини словеначког позоришта.
Године 1978. одликована је Орденом заслуга за народ с сребрним вијенцем.
Била је удата за драматичара, режисера, драматурга и историчара књижевности Братка Крефта (1905–1996). Њихов син је филозоф и социолог Лев Крефт (1951), некадашњи члан УЈДИ-а.

## Глумица
|                   | 1960 | 1970 | 1980 | Укупно |
| ----------------- | ---- | ---- | ---- | ------ |
| Дугометражни филм | 3    | 1    | 0    | 4      |
| ТВ филм           | 0    | 0    | 1    | 1      |
| Укупно            | 3    | 1    | 1    | 5      |
| Год.   | Назив                        | Улога \|- style="background: Lavender; text-align:center; " | 1960.е_ | 1960.е_ | 1960.е_ | 1960.е_ |
| 1961.  | Породични дневник            | /                                                           |         |         |         |         |
| 1962.  | Наша кола                    | Супруга власника аутомобила                                 |         |         |         |         |
| 1965.  | Друга страна медаљe          | Ева Ружић                                                   |         |         |         |         |
| 1970.е |                              |                                                             |         |         |         |         |
| 1974.  | Пролећни ветар               | Докторка                                                    |         |         |         |         |
| 1980.е |                              |                                                             |         |         |         |         |
| 1987.  | Љубав нас све води у пропаст | /                                                           |         |         |         |         |